# Makedoniánusok
A makedoniánusok a 4. századi görög teológusok körében azok megjelölése volt, akik vitatták a Szentlélek isteni természetét, s akiket ezért pneumatomakhoszoknak, azaz a lélek ellen küzdőknek is neveztek. A makedoniánus megnevezés Makedóniosz konstantinápolyi pátriárka követőire vonatkozik, noha maga a pátriárka (püspök) talán nem is volt pneumatomakhosz. 

## Történetük
A makedoniánusok, akik az arianizmus nyomdokain bukkantak fel és még nem kellett részletesen kifejtett pneumatológiával vitába szállniuk, azt a véleményt képviselték, hogy a Szentlélek alighanem csak teremtmény; munkálkodását a Szentírás sohasem Isten személyes  munkálkodásaként írta le. Mások feltevése szerint a Szentlélek valamiféle köztes lény, Isten és a teremtés közt tevékenykedő isteni dünamisz. 
A makedonianizmus fő ellenfelei Athanasziosz és Baszileosz voltak. 362 óta szinódusok ítélték el, utoljára a 381-es konstantinápolyi zsinat, amelyen harminchat képviselőjük volt jelen. 